# Rebekah Kennedy (Schauspielerin)

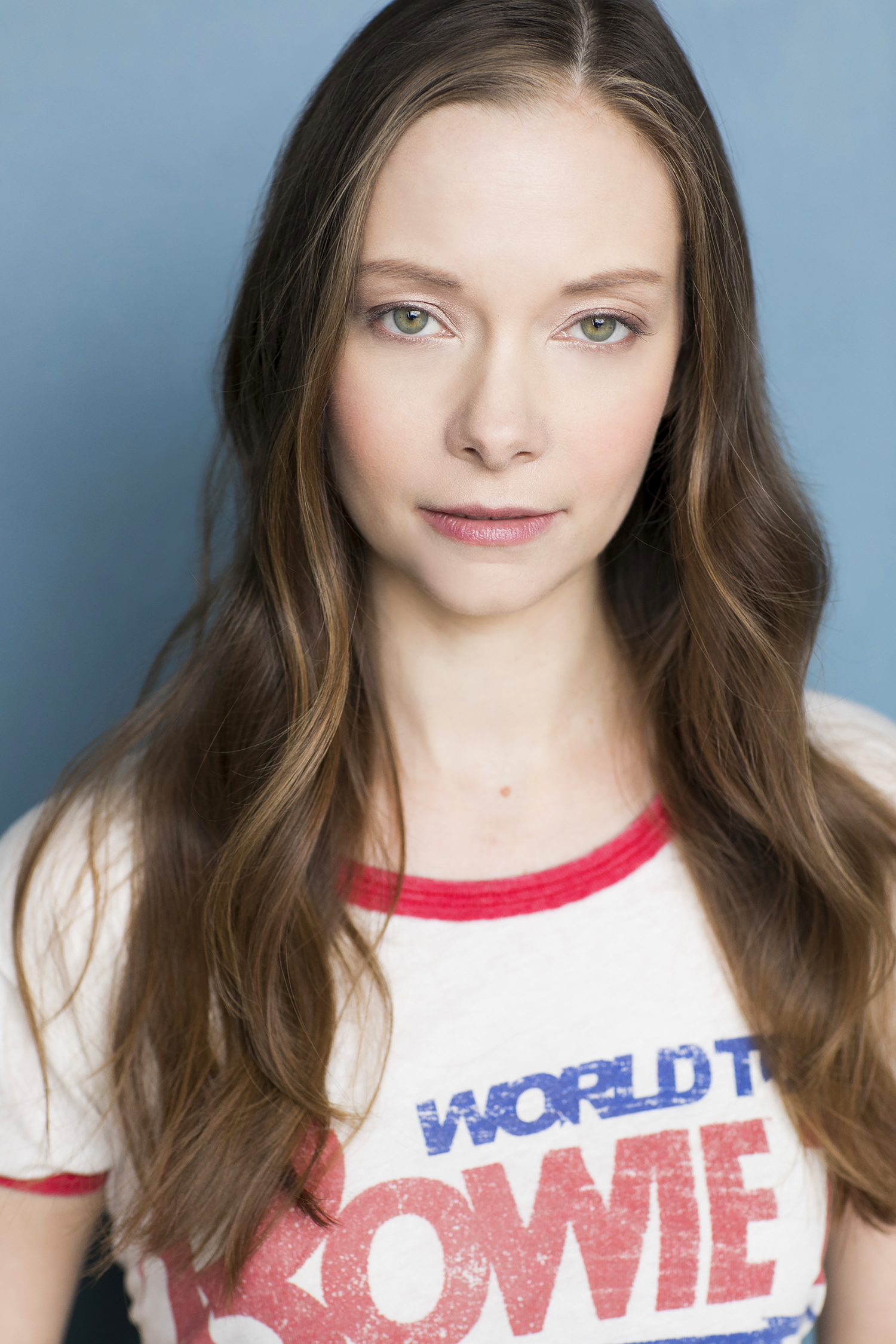
Rebekah Kennedy, 2017

Rebekah Kennedy (* 3. April 1984 in Arlington, Texas) ist eine US-amerikanische Schauspielerin.

## Werdegang
Rebekah Kennedy wurde in Arlington im US-Bundesstaat Texas geboren. Sie ist bereits seit frühester Jugend im Theater zu sehen. Sie schloss die Palm Beach Atlantic University in Florida mit einem Bachelor-Grad in Musiktheater ab. Obwohl sie auch in der Folge immer wieder auf der Bühne stand, widmete sie sich nach dem Abschluss eher Film- und Fernsehproduktionen.
Seit dem Jahr 2000 ist sie regelmäßig in Film und Fernsehen zu sehen. Sie spielte vor allem Kurz- und Nebenrollen in Horror- und Low-Budget-Filmen, dazu kommt eine Rolle im Film Der letzte Tempelritter. Im Jahr 2012 spielte sie die wiederkehrende Rolle der Chrissy Holden in der Serie Throwing Stones. Weitere TV-Auftritte hatte sie in Ghostbreakers, Match und Criminal Minds.
Ein herausstechendes Merkmal ist, dass sie häufig auf sehr viel jüngere Figuren besetzt wir. Zudem stellt sie häufig Opfer von Gewaltverbrechen oder Drogenabhängige dar.

## Filmografie (Auswahl)
- 2000: Secrets Underneath
- 2008: Karma Police
- 2008: Killing Holly
- 2009: Reach for the Sky
- 2011: Ghostbreakers (Fernsehserie, Episode 1x12)
- 2011: Der letzte Tempelritter (Season of the Witch)
- 2011: Memphis Beat (Fernsehserie, Episode 2x04)
- 2011: Succubus
- 2012: Throwing Stones (Fernsehserie, 14 Episoden)
- 2013: House Hunting
- 2013: The Underneath
- 2014: Match (Fernsehserie, Episode 1x05)
- 2014: Crimes of the Mind
- 2014: Alongside Night
- 2015: V.O. The Show (Fernsehserie, Episode 2x01)
- 2015: Bastard
- 2015: Street Level
- 2016: Criminal Minds (Fernsehserie, Episode 11x14)
- 2017: To the Bone
- 2018: Law & Order: New York (Fernsehserie, Episode 19x20)
- 2019: Limbo
- 2020: Los Angeles
- 2020: Station 19 (Fernsehserie, Episode 3x15)
- 2021: Two Witches
- 2021: Los Angeles